# Hangodi László
Hangodi László (Devecser, 1968. március 7. –) magyar történész, muzeológus, a Wass Albert Könyvtár és Múzeum munkatársa, magyar végvári katonai hagyományőrző.

## Életpályája
Másféléves korában került Tapolcára. Édesanyja rajz–földrajz szakos tanárnőként dolgozott.
1974–1982 között az I. számú Állami Általános Iskolában (az 1989/90. tanévtől: Bárdos Lajos Általános Iskola) tanult, ahol kialakult benne a helytörténet szeretete, felsős tanulóként pedig felfedezték kiváló kézügyességét. Ezután a Batsányi János Gimnázium diákja volt. 1986-ban – még gimnazistaként – interjúkat készített az élő „nagy háborús” veteránokkal. 1991-ben – egyéves sorkatonai szolgálata után – végezte el, és szerzett diplomát a szombathelyi Berzsenyi Dániel Tanárképző Főiskola történelem-rajz szakán. Eközben a Zsámbéki Tanítóképző Főiskolán párhuzamos képzésen honismereti szakkörvezetői bizonyítványt szerzett. Főiskolás évei alatt sikerrel szerepelt az Országos Tudományos Diákköri Konferencia versenyén, azt követően Veszprémben, a Bolyai János Középiskolai Fiúkollégiumban nevelő-, illetve az Ipari Szakközépiskolában történelem óraadó tanár volt. Közben 1992–1999 között elvégezte az ELTE BTK történelem szakát és régészetet hallgatott, 2000–2004 között pedig PhD képzésen vett részt. 1991-től éveken át volt óraadó tanár a tapolcai Batsányi János Gimnáziumban – ahol honismereti szakkört alapított – és a Nagyboldogasszony Katolikus Általános Iskolában. A '90-es évek eleje óta publikál. 1996-tól a tapolcai Városi Könyvtár és Múzeum muzeológusa. Történészként részt vett az I. világháborús osztrák-magyar harci területek kutatásában, feltárásában Isonzónál és Doberdónál.
Fiatalkora óta kiterjedt kutatómunkát végez Tapolca és környékének régmúltját vizsgálva. Magyarországi és külföldi ásatásokon is részt vesz. Ismeretterjesztő előadásokat tart a város civil szervezeteinek meghívására. Miközben kutat, ír, publikál, kiállításokat is rendez, számos alkalommal mondott beszédet nemzeti ünnepeken, emléktábla avatásokon. Rádiós és televíziós műsorok közreműködője. Az első világháború kitörésének 100. évfordulója alkalmából Papp Ferenc filmrendező az „És lehullottak a levelek” című – hajdani hadszíntereket (Ausztria, Szlovénia, Olaszország területén a Hadtörténeti Intézet és Múzeum munkatársainak közreműködésével) bemutató – dokumentumfilm szakértőjének, hangjának és arcának kérte föl.
Tagja alapítása óta a Tapolcai Városszépítő Egyesületnek, továbbá a Gyulaffy László Hagyományőrző Bandériumnak A Csobánc Váráért Alapítványnak, melynek kurátora. Korábban a Veszprém Megyei Honismereti Egyesület alelnöke majd titkára. Alapítója és tiszteletbeli elnöke az I. Ferenc József Jászkun Honvéd Huszárezred Hagyományőrző Egyesületnek. A Magyar Hadtudományi Társaság Csata- és Hadszíntérkutató Szakosztálya programjaiban kutatásvezető volt.
Rajzai, festményei, fotói jelentek már meg egyéni és csoportos tárlatokon – például Tapolcán, Szombathelyen, Veszprémben és Dorogon −, illetve verseskötet-illusztrációként és történeti munkák képi anyagában.

## Kiadványok
2014-ig tizenegy önálló kötete jelent meg, több könyvben társszerzőként dolgozott. Tudományos és ismeretterjesztő folyóiratokban, periodikákban jelentek meg cikkei, tanulmányai.
- A protestantizmus története Tapolcán (1996)
- Tapolca és környéke 1848/49-ben I. kötet: Tapolca mezővárosa 1848/49 (1999)
- Tapolca: Útikalauz a vulkánok völgyébe (társszerző, 2000)
- Csobánc vára és Gyulaffy László: Csobánc leghíresebb kapitánya és a vár XVI. századi fénykora (2001)
- Zánka gyökerei (társszerző – Zánka 1848/49 c. rész, 2001)
- Keresztek útján (társszerző, 2003)
- Csobánc vára és urai a középkorban: a vár története az Árpád-kortól a törökellenes végvári harcok kezdetéig, 1255-1548 (2004)
- Tapolca templomai és temetői: a meglévő, vagy már elpusztult templomok, temetők és egyéb szakrális emlékek (társszerző, 2005)
- "Emlék leszünk. Gyertya és ünnep...": Tapolca, 1956 (2007)
- A Szigligeti vár története (2009)
- Diszel, Nyezsin, Brjanszk és vissza: Bakos Gyula rohamutász szakaszvezető a második világháborúban (2011)
- Szigliget 890 éves: 1121-2011 (2011)
- A tapolcai protestáns templom története, 1936-2011 (2011)
- "...búcsú másnapján hajnalban 3 órakor, nótaszó mellett születtem". Egy monostorapáti család évszázadai. Győri Kálmán erdész önélet-vallomása; riporter Hangodi László; Győri Kálmán, Tapolca–Monostorapáti, 2014
- Az almádi monostor. Az almádi Boldogságos Szűz Mária és Mindenszentek bencés apátság története; Monostorapáti Község Önkormányzata, Tapolca–Monostorapáti, 2014[9]
- "Az én apám egy német katona volt". Wilhelm Bernhard Schlücking emlékére. Zoboki Mihályné életvallomása; riporter Hangodi László; magánkiadás, Tapolca, 2015

## Elismerései
- Zrínyi Miklós Katonai Akadémia emlékplakett (1991)
- Országos Tudományos Diákköri Konferencia, Hadtudományi Szekció - III. hely (1991)
- Honismereti Szövetség emléklap - a honismereti munkájáért (2001)[10]
- Osztrák Katonai Hagyományőrző Szövetség - Radetzky érdemérem (2005)
- Honvédelmi Minisztérium - Honvédelemért Harmadosztályú Érdemkereszt bronz fokozat (2005)
- Tapolca és környéke közművelődésért díj (2007)[11]